# Daihatsu Charmant
Der Daihatsu Charmant war ein PKW-Modell des japanischen Herstellers Daihatsu. Er wurde im Frühjahr 1974 vorgestellt.

## Erste Generation (1974–1981)
Die erste Generation des Charmant war ein Lizenzbau des Toyota Corolla E20.

Lieferbar waren Motoren von 1200 bis 1600 cm³. Es gab ihn als viertürige Stufenhecklimousine und Kombi. Nach Europa wurde er nur vereinzelt importiert.

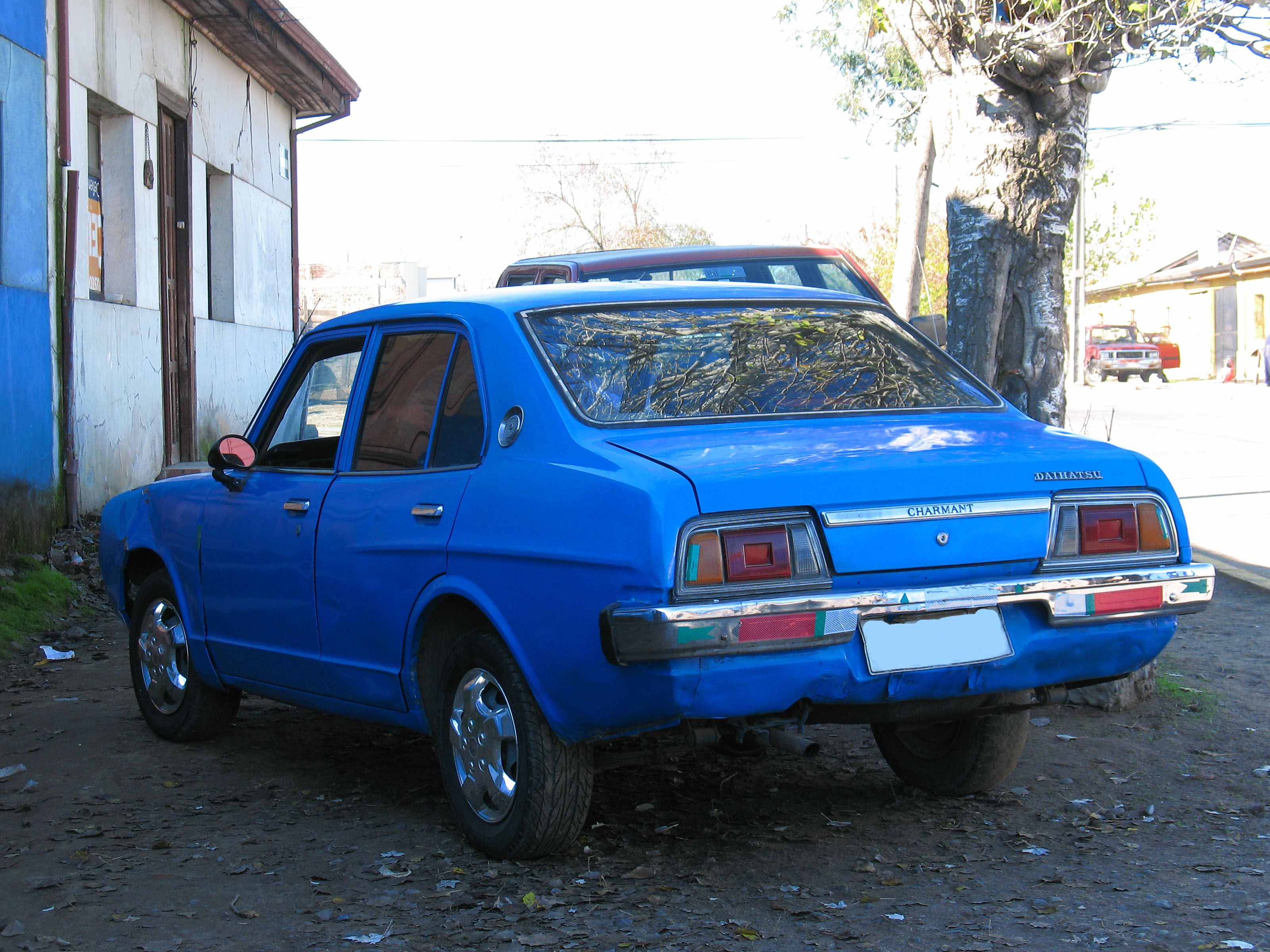
Heckansicht
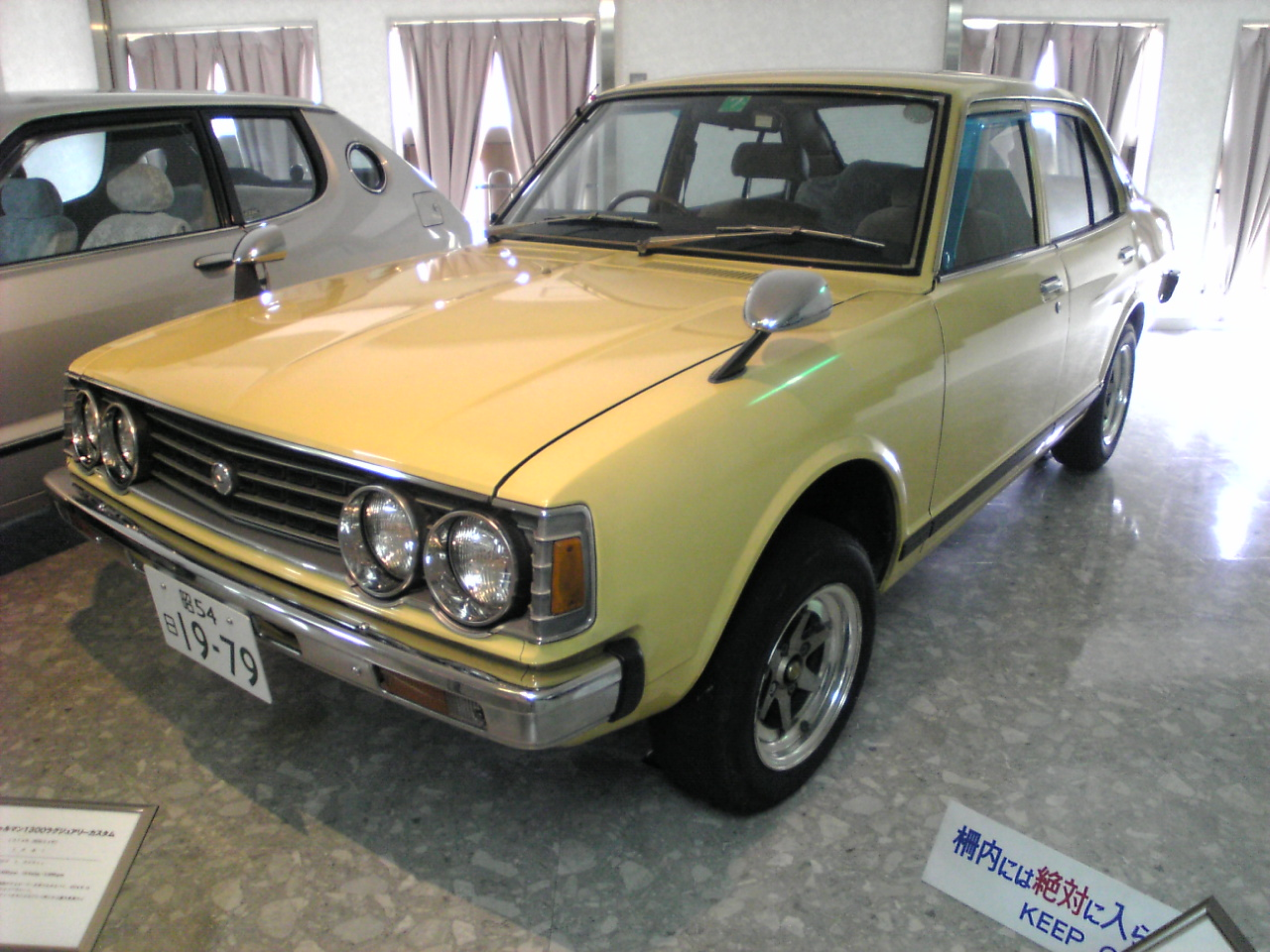
Daihatsu Charmant 1300 (Japan)
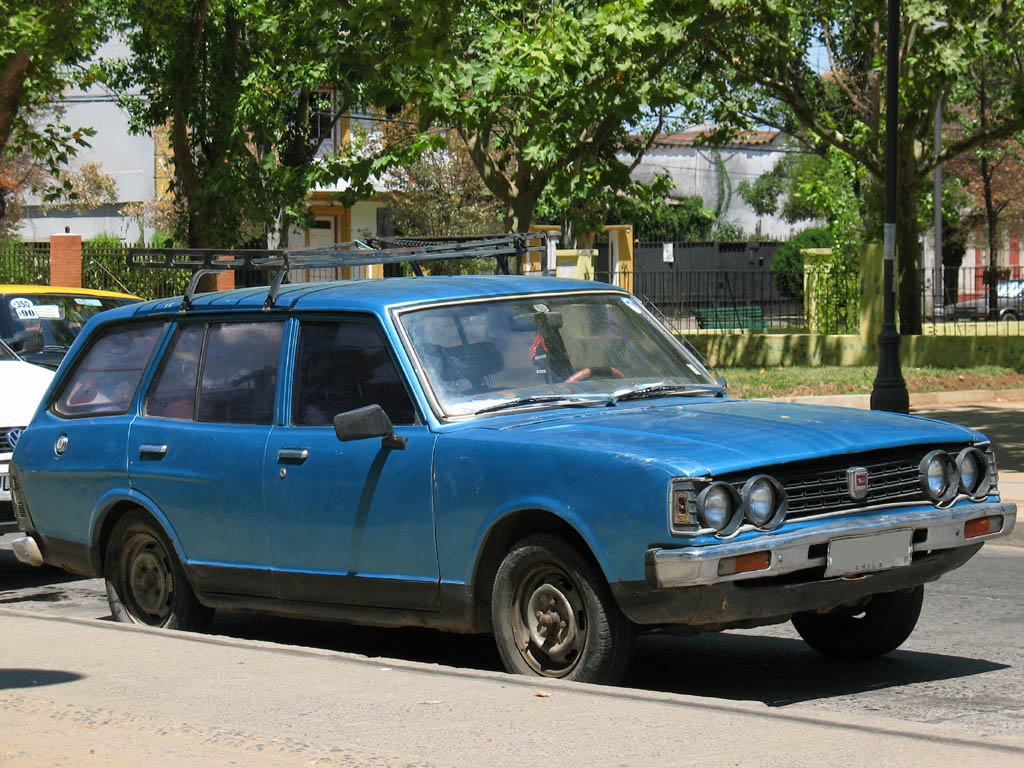
Daihatsu Charmant 1600 Wagon
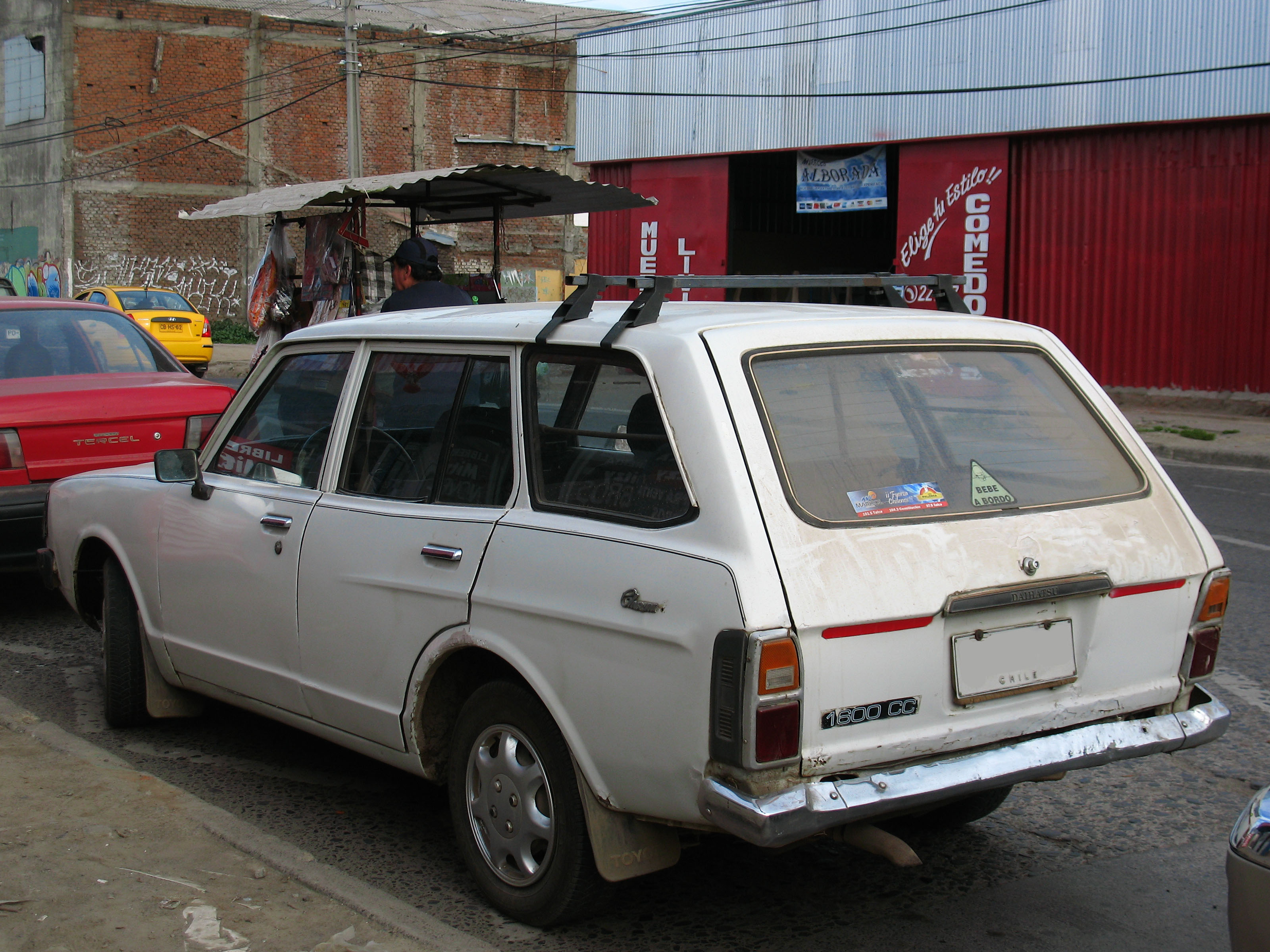
Heckansicht

## Zweite Generation (1981–1987)
Im Oktober 1981 wurde ein eigenständiges Nachfolgemodell eingeführt, das auf der Plattform des Toyota Corolla E70 entstanden war.
Erstmals wurde der Charmant auch offiziell in Deutschland angeboten. Eine Kombivariante war nicht mehr erhältlich. Verbaut waren ein 1,3 l- oder 1,6 l-Benzinmotor mit 5-Gang-Schaltgetriebe. Ab Mitte 1983 war für den 1,6 l ein 4-Gang-Automatikgetriebe erhältlich.
Mitte 1987 wurde die Produktion eingestellt. Mitte 1989 wurde der fünftürige Nachfolger Daihatsu Applause vorgestellt.
Zum Stichtag 1. Januar 2024 waren in Deutschland laut KBA noch 21 Daihatsu Charmant der zweiten Generation angemeldet.

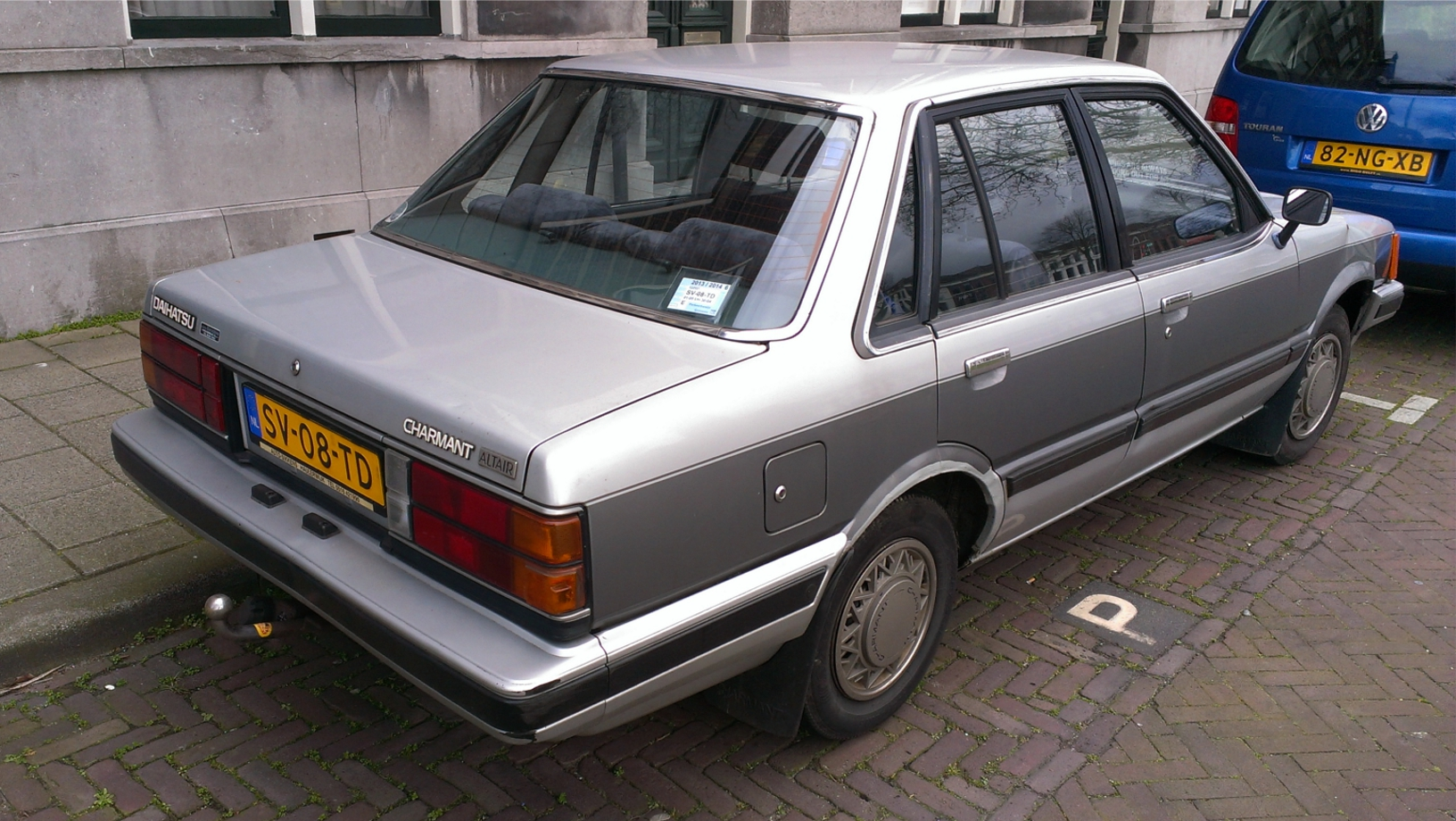
Heckansicht